# Puerto Ricó-i karcsúboa
A Puerto Ricó-i karcsúboa (Epicrates inornatus) az óriáskígyófélék (Boidae) családjába és a valódi boák (Boinae) alcsaládjába tartozó szárazföldi kígyófaj.

## Előfordulása
Puerto Rico szigetén honos.

## Megjelenése
A legnagyobb kígyó a szigeten, testhossza 1.8-2.7 métert is elérheti. Bőrének a színe barna, sötétebb mintázattal.

## Életmódja
Kisebb emlősökkel, denevérekkel, madarakkal és gyíkokkal táplálkozik.

## Szaporodása
Elevenszülő, a nőstény 23-26 kis boát szül. Fiatal egyedet még sosem tartottak fogságban, a fiatal egyedek táplálkozása még nem tisztázott.

## Külső hivatkozások
- Képek az interneten a fajról